# KV7
Ngôi mộ KV7 trong Thung lũng của các vị Vua là nơi an nghỉ cuối cùng của vị Pharaon Ramesses II của Ai Cập Cổ đại của Vương triều 19.

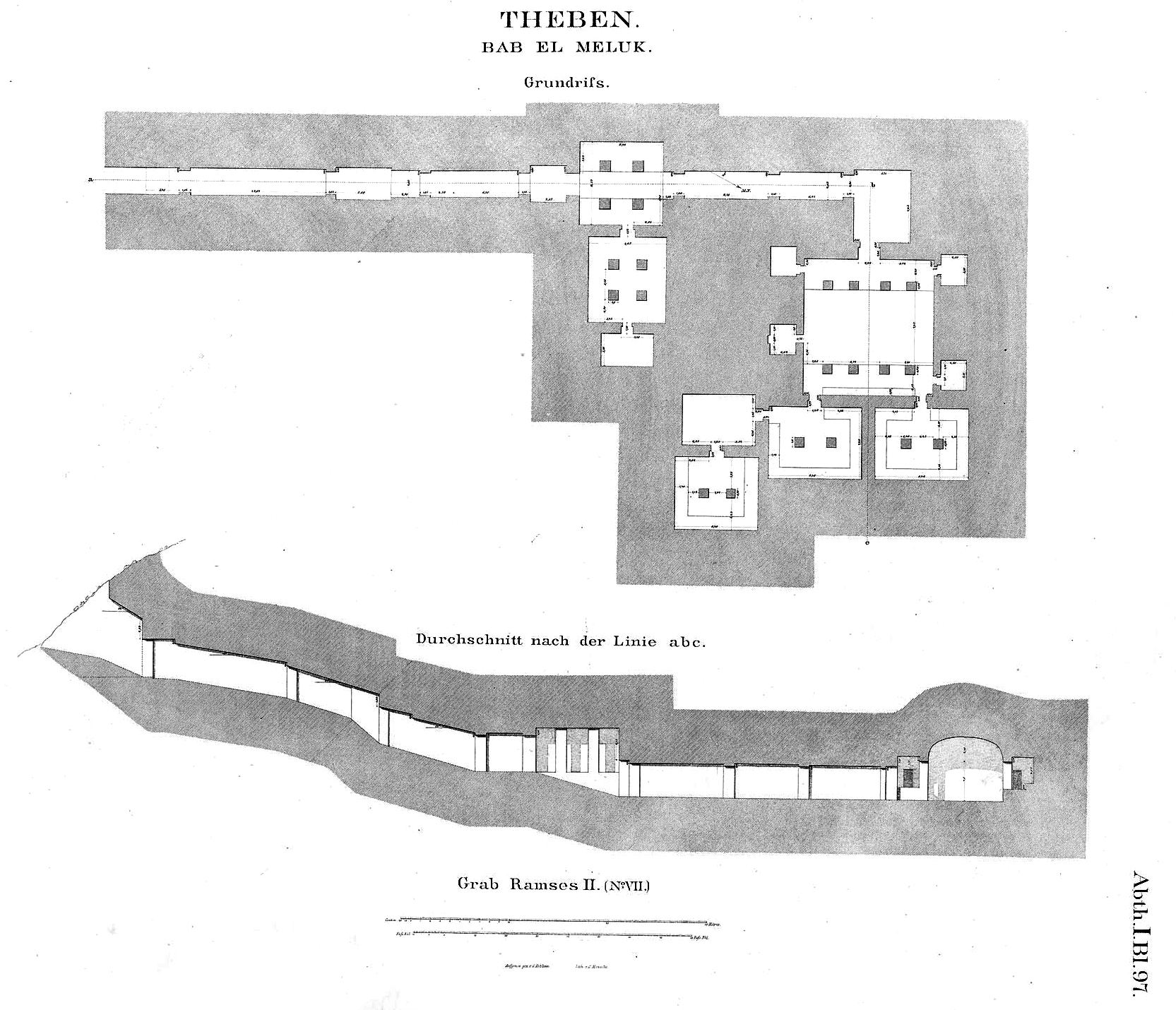
Cấu trúc KV7

Nó nằm trong trung tâm của thung lũng, đối diện những ngôi mộ của con trai ông, KV5, và gần ngôi mộ của người kế nhiệm Merenptah, KV8. Không giống như các ngôi mộ khác, KV7 đã được đặt ở một vị trí bất thường và đã bị hư hại nặng do lũ lụt quét qua thung lũng.
Các xác ướp đã được chuyển tới bao gồm xác ướp trong DB320.

## Tham khảo

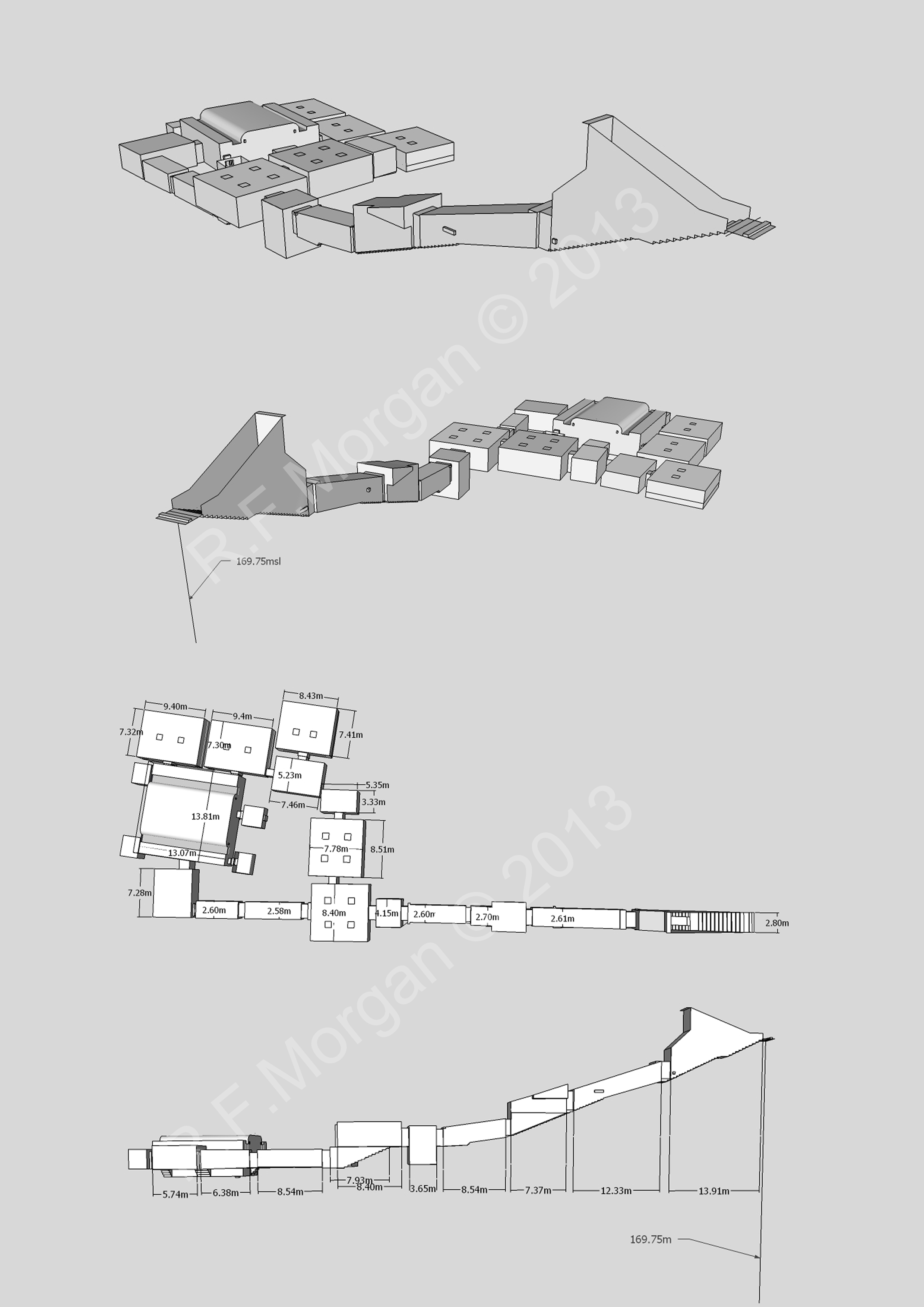
Hình ảnh của KV7 lấy từ một mô hình 3d

## Bản đồ vị trí các ngôi mộ
|  | Chủ đề Ai Cập cổ đại |